# کریم جیلابی
کریم جیلابی (انگلیسی: Karim Djellabi؛ زادهٔ ۳۱ مهٔ ۱۹۸۳) بازیکن فوتبال اهل فرانسه است.
از باشگاه‌هایی که در آن بازی کرده‌است می‌توان به باشگاه فوتبال کلرمون فوت، باشگاه فوتبال اوسر، باشگاه فوتبال آنژه، و باشگاه فوتبال نانت اشاره کرد.